# Kruspis
Kruspis ist ein Ortsteil der Marktgemeinde Haunetal im osthessischen Kreis Hersfeld-Rotenburg.

## Geschichte

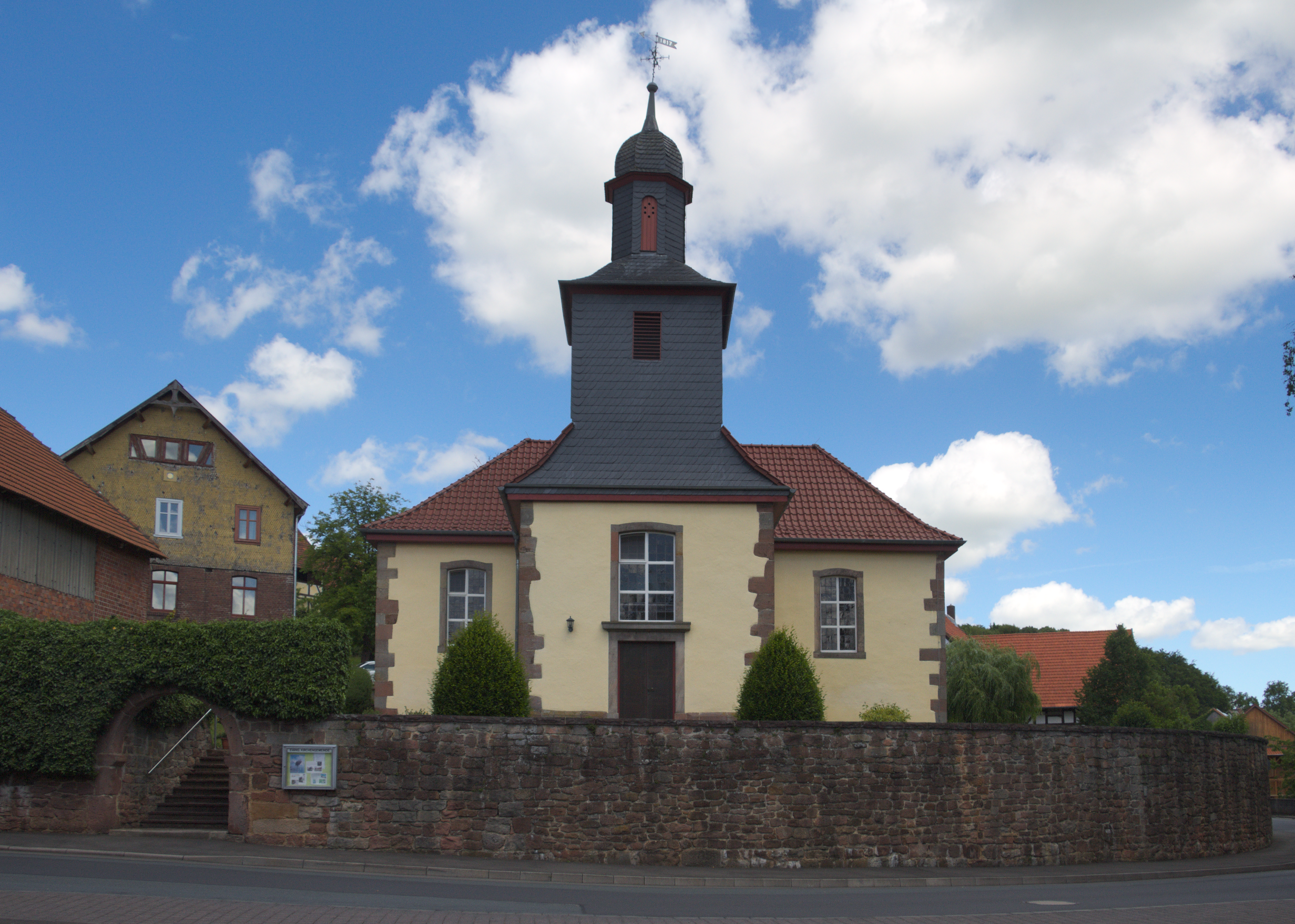
Die evangelische Kirche

### Ortsgeschichte
Die älteste bekannte schriftliche Erwähnung von Kruspis unter dem Namen de Cruspin erfolgte im Jahr 1216, als der Abt des Reichsklosters Herfeld zwei Verwaltern einen Meierhof verpachtete. Weitere Erwähnung folgenden unter den Ortsnamen (in Klammern das Jahr der Erwähnung): Chrispin (1302), Cruspis (1494) und Crauspers (1534).
Bereits im 9. Jahrhundert errichteten Mönche des Klosters Hersfeld unter Mithilfe der Herren von Romrod hier ein Frauenkloster.
Auf deren Grundmauern wird eine Pfarrkirche errichtet, die 1483 erwähnt wurde.
1835 wurde die Schule erbaut. 1939 hatte das Dorf 122 Einwohner. Das Dorfgemeinschaftshaus wurde 1968 errichtet.
Mit der Gebietsreform in Hessen verlor die Gemeinde Kruspis ihre Selbständigkeit und wurde zum 1. August 1972 kraft Landesgesetz zum Ortsteil der Großgemeinde Haunetal. Für Kruspis wurde, wie für die übrigen bei der Gebietsreform nach Haunetal eingegliederten Gemeinden, ein Ortsbezirk mit Ortsbeirat und Ortsvorsteher nach der Hessischen Gemeindeordnung gebildet.

### Verwaltungsgeschichte im Überblick
Die folgende Liste zeigt die Staaten und Verwaltungseinheiten, denen Kruspis angehört(e):
- vor 1803: Heiliges Römisches Reich, Landgrafschaft Hessen-Kassel, Fürstentum Hersfeld, Amt Hauneck
- 1803–1806: Heiliges Römisches Reich, Landgrafschaft Hessen-Kassel, Fürstentum Hersfeld, Amt Hauneck
- 1807–1813: Königreich Westphalen, Departement der Werra, Distrikt Hersfeld, Kanton Holzheim
- ab 1815: Kurfürstentum Hessen, Fürstentum Hersfeld, Amt Hauneck[8]
- ab 1821/22: Kurfürstentum Hessen, Provinz Fulda, Kreis Hersfeld[9][Anm. 2]
- ab 1848: Kurfürstentum Hessen, Bezirk Hersfeld
- ab 1851: Kurfürstentum Hessen, Provinz Fulda, Kreis Hersfeld
- ab 1867: Königreich Preußen, Provinz Hessen-Nassau, Regierungsbezirk Kassel, Kreis Hersfeld
- ab 1871: Deutsches Reich, Königreich Preußen, Provinz Hessen-Nassau, Regierungsbezirk Kassel, Kreis Hersfeld
- ab 1918: Deutsches Reich, Freistaat Preußen, Provinz Hessen-Nassau, Regierungsbezirk Kassel, Kreis Hersfeld
- ab 1944: Deutsches Reich, Freistaat Preußen, Provinz Kurhessen, Landkreis Hersfeld
- ab 1945: Deutsches Reich, Amerikanische Besatzungszone, Groß-Hessen, Regierungsbezirk Kassel, Landkreis Hersfeld
- ab 1946: Deutsches Reich, Amerikanische Besatzungszone, Hessen, Regierungsbezirk Kassel, Landkreis Hersfeld
- ab 1949: Bundesrepublik Deutschland, Hessen, Regierungsbezirk Kassel, Landkreis Hersfeld
- ab 1972: Bundesrepublik Deutschland, Hessen, Regierungsbezirk Kassel, Landkreis Hersfeld-Rotenburg, Gemeinde Haunetal

## Bevölkerung

### Einwohnerstruktur 2011
Nach den Erhebungen des Zensus 2011 lebten am Stichtag, dem 9. Mai 2011, in Kruspis 93 Einwohner. Darunter waren keine Ausländer. Nach dem Lebensalter waren 12 Einwohner unter 18 Jahren, 31 zwischen 18 und 49, 27 zwischen 50 und 64 und 18 Einwohner waren älter. Die Einwohner lebten in 39 Haushalten. Davon waren 9 Singlehaushalte, 9 Paare ohne Kinder und 15 Paare mit Kindern, sowie 9 Alleinerziehende und keine Wohngemeinschaften. In 9 Haushalten lebten ausschließlich Senioren und in 24 Haushaltungen lebten keine Senioren.

### Einwohnerentwicklung
| Kruspis: Einwohnerzahlen von 1834 bis 2015 | Kruspis: Einwohnerzahlen von 1834 bis 2015 | Kruspis: Einwohnerzahlen von 1834 bis 2015 | Kruspis: Einwohnerzahlen von 1834 bis 2015 | Kruspis: Einwohnerzahlen von 1834 bis 2015 |
| --- | ------------------------------------------ | ------------------------------------------ | ------------------------------------------ | ------------------------------------------ |
| Jahr |                                            |                                            |                                            | Einwohner                                  |
| 1834 | 1834                                       |                                            | 159                                        | 159                                        |
| 1840 | 1840                                       |                                            | 221                                        | 221                                        |
| 1846 | 1846                                       |                                            | 248                                        | 248                                        |
| 1852 | 1852                                       |                                            | 239                                        | 239                                        |
| 1858 | 1858                                       |                                            | 229                                        | 229                                        |
| 1864 | 1864                                       |                                            | 213                                        | 213                                        |
| 1871 | 1871                                       |                                            | 169                                        | 169                                        |
| 1875 | 1875                                       |                                            | 187                                        | 187                                        |
| 1885 | 1885                                       |                                            | 168                                        | 168                                        |
| 1895 | 1895                                       |                                            | 169                                        | 169                                        |
| 1905 | 1905                                       |                                            | 149                                        | 149                                        |
| 1910 | 1910                                       |                                            | 149                                        | 149                                        |
| 1925 | 1925                                       |                                            | 149                                        | 149                                        |
| 1939 | 1939                                       |                                            | 122                                        | 122                                        |
| 1946 | 1946                                       |                                            | 175                                        | 175                                        |
| 1950 | 1950                                       |                                            | 177                                        | 177                                        |
| 1956 | 1956                                       |                                            | 156                                        | 156                                        |
| 1961 | 1961                                       |                                            | 134                                        | 134                                        |
| 1967 | 1967                                       |                                            | 146                                        | 146                                        |
| 1970 | 1970                                       |                                            | 133                                        | 133                                        |
| 1980 | 1980                                       |                                            | ?                                          | ?                                          |
| 1990 | 1990                                       |                                            | ?                                          | ?                                          |
| 2000 | 2000                                       |                                            | ?                                          | ?                                          |
| 2011 | 2011                                       |                                            | 93                                         | 93                                         |
| 2015 | 2015                                       |                                            | 99                                         | 99                                         |
| Datenquelle: Historisches Gemeindeverzeichnis für Hessen: Die Bevölkerung der Gemeinden 1834 bis 1967. Wiesbaden: Hessisches Statistisches Landesamt, 1968. Weitere Quellen: LAGIS; Gemeinde Haunetal; Zensus 2011 |                                            |                                            |                                            |                                            |

### Historische Religionszugehörigkeit
| • 1885: | 167 evangelische (= 99,40 %), ein katholischer (= 0,60 %) Einwohner |
| • 1961: | 116 evangelische (= 86,57 %), 16 katholische (= 11,94 %) Einwohner  |

## Politik
Für Kruspis besteht ein Ortsbezirk (Gebiete der ehemaligen Gemeinde Kruspis) mit Ortsbeirat und Ortsvorsteher nach der Hessischen Gemeindeordnung. Der Ortsbeirat besteht aus drei Mitgliedern. Bei den Kommunalwahlen in Hessen 2021 betrug die Wahlbeteiligung zum Ortsbeirat 70,98 %. Alle Kandidaten gehörten keiner Wahlliste an. Der Ortsbeirat wählte Erich Bachmann zum Ortsvorsteher.

## Sehenswürdigkeiten
Für die unter Denkmalschutz stehenden Objekte im Ort, siehe die Liste der Kulturdenkmäler in Kruspis.